# Hebron (Maryland)
Pour les articles homonymes, voir Hebron.
La ville de Hebron est située dans le comté de Wicomico, dans l’État du Maryland, aux États-Unis. Le recensement de 2010 a indiqué une population de 1 084 habitants.

## Source
- (en) Cet article est partiellement ou en totalité issu de l’article de Wikipédia en anglais intitulé « Hebron, Maryland » (voir la liste des auteurs).